# Cuarzo citrino

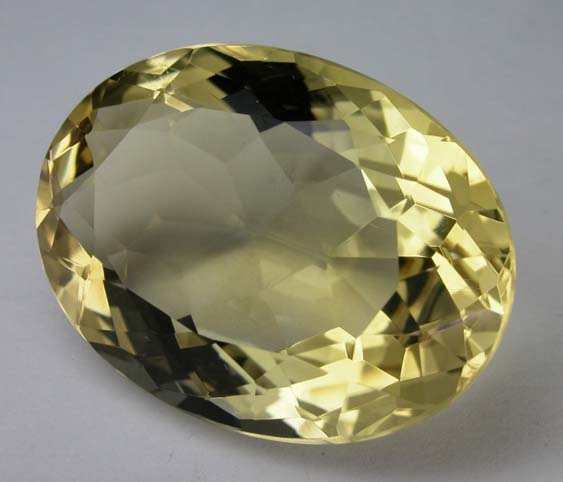
Citrino tallado

El citrino es una gema de la familia del  cuarzo de color amarillo, que como todos los tipos de cuarzo, tiene una dureza de 7 en la escala de Mohs. El nombre proviene del francés citron "limón". Su color puede variar del amarillo pálido al anaranjado. El color amarillo se debe al hierro (Fe3+) que actúa como cromóforo. En el siglo XVI fue clasificada dentro de la familia de los cuarzos. Anteriormente el citrino se utilizaba como talismán de protección para evitar la peste, pensamientos no debidos y problemas de la piel. 
El cuarzo citrino natural es  relativamente raro, por lo que se suele obtener una piedra similar calentando la amatista, su hermana de color violeta que es mucho más corriente. El proceso se hace cuando el violeta de la amatista es tan pálido que pierde su valor como gema. Gracias a ese tratamiento, la utilización del citrino ha pasado a ser común. Los países que hacen este procedimiento son Uruguay y Brasil, en América del Sur.
Se encuentran cristales de cuarzo citrino naturales en Sao João da Chapada, en Diamantina, Minas Gerais, y en otras localidades de Brasil. En España fue importante el yacimiento de Villasbuenas, en Salamanca, explotado desde finales del siglo XVIII hasta mediados del siglo XX